# St. Mariä Empfängnis (Labbeck)

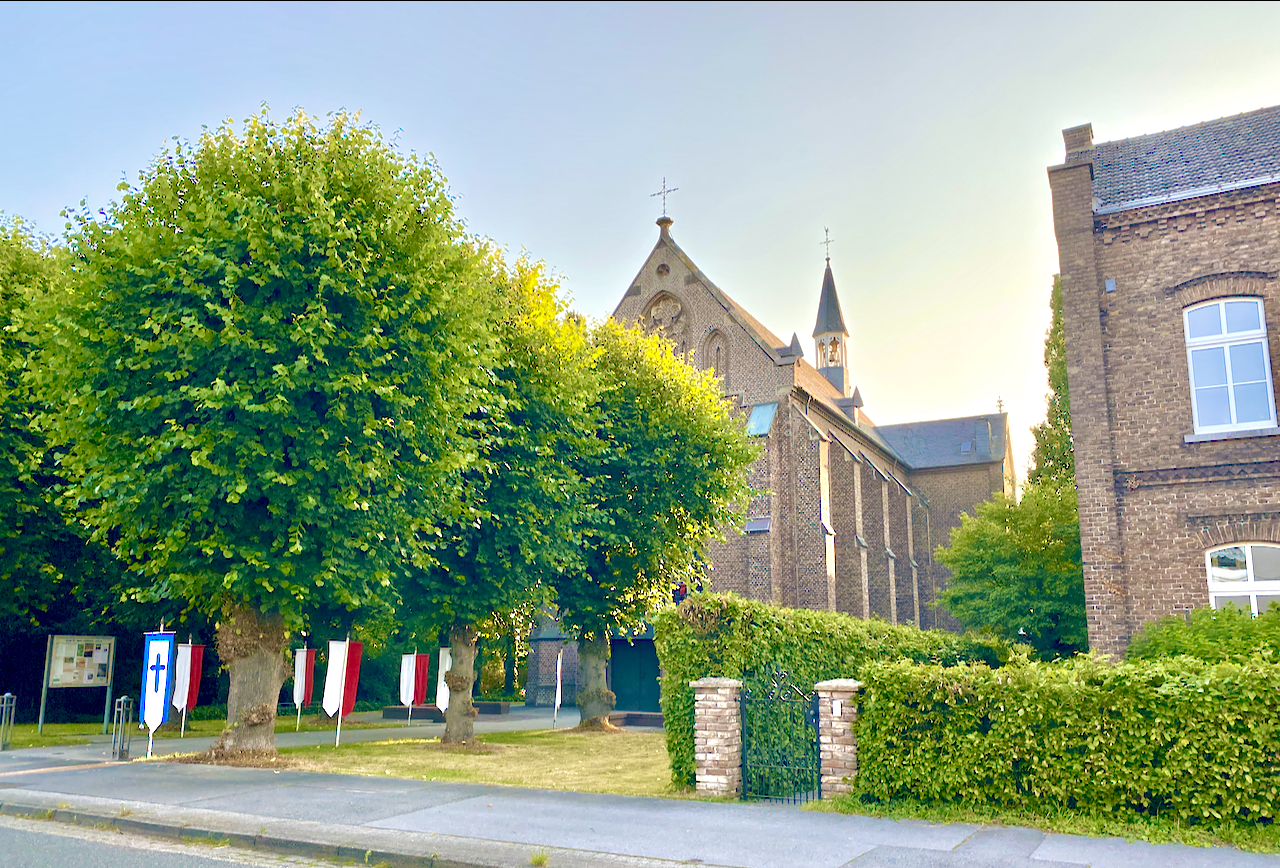
St. Marien-Kirche und Pastorat in Labbeck

St. Mariä Empfängnis, häufig kurz St. Marien, ist die römisch-katholische Kirche von Labbeck, einem Ortsteil der nordrhein-westfälischen Gemeinde Sonsbeck im Kreis Wesel.
Ihr Patrozinium gründet auf dem 1854 verkündeten Dogma der unbefleckten Empfängnis Mariens, welches am 8. Dezember als Hochfest gefeiert wird. Die Kirche ist als Baudenkmal unter der Nummer 4 in der Denkmalliste von Sonsbeck eingetragen.

## Geschichte
Die Kirche St. Mariä Empfängnis in Labbeck wurde 1868–1871 nach Plänen des Architekten Franz  Pelzer aus Kleve errichtet. Noch im Jahr ihrer Fertigstellung wurde sie durch J. Troost, den gebürtigen Labbecker Pfarrer und damaligen Präses des Oratoriums zu Kevelaer, in einfacher Form eingesegnet und drei Jahre später von Bischof Johann Bernhard Brinkmann offiziell konsekriert. Ihr erster ansässiger Seelsorger war der aus Veen stammender Pensionär Theodor Kempkes. Nach seinem Tod im Jahr 1877 erhielt Labbeck aufgrund der politischen Umstände des Kulturkampfes vorerst keinen neuen Seelsorger und musste  daher von der Mutterpfarre St. Viktor Xanten betreut werden, bis dem Dorf 1884 von dort ein eigener Kaplan zugewiesen wurde.
1889 wurde die Kirche zu einem Rektorat erhoben, ihr erster Rektor wurde ein zuvor in Wetten tätiger Kaplan. Dessen Nachfolger Friedrich Bormann wirke maßgeblich auf die Eigenständigkeit der Kirche hin, so dass Labbeck am 12. Mai 1901 unter Einbeziehung von Gebieten der Pfarren Xanten und Marienbaum zur eigenständigen Pfarre erhoben wurde. Zwei Jahre später verstarb Pfarrer Bormann und wurde als einer der ersten auf dem neu angelegten Friedhof beigesetzt.
Die Kriegsschäden der beiden folgenden Weltkriege waren vergleichsweise gering. Trotzdem mussten insbesondere nach 1945 mehrere Renovierungen und Reparaturen durchgeführt werden. Wenige Jahre später folgten bis 1961 umfangreiche Modernisierungsmaßnahmen. Die Beschlüsse des 2. Vatikanischen Konzils machten ab Mitte der 1960er-Jahre erneute Veränderungen im Innenraum notwendig, in deren Zuge bis zum 100-jährigen Bestehen der Kirche im Jahr 1971 auch die letzten Kriegswiederherstellungen abgeschlossen wurden.
Der letzte eigene Pfarrer der Pfarrei St. Marien zu Labbeck war Otto Schürhoff. Nach seiner Emeritierung 1984 blieb er bis zu seinem Tod im Juli 1990 im Labbecker Pfarrhaus wohnen und kümmerte sich im Rahmen seiner gesundheitlichen Möglichkeiten weiter um die Seelsorge im Dorf. Zur übergangsweisen Leitung der Pfarre wurde 1985 der aus den Niederlanden stammende und in Lüttingen als Pfarrer tätige Joseph Beerepoot als Pfarrverwalter von Labbeck eingesetzt. Ab März 1991 wurde Labbeck fortan durch den Sonsbecker Pfarrer geleitet und pastoral betreut. Die Verwaltung ging an die Zentralrendantur Xanten über. Zur Unterstützung des Sonsbecker Pfarrers zog im selben Jahr der emeritierte Pfarrer Ludwig Schetter ins Pfarrhaus Labbeck ein und blieb dort bis zu seinem Tod im Jahr 2006.
2001 wurde St. Marien Labbeck mit der Pfarre St. Maria Magdalena in Sonsbeck und der Rektoratsgemeinde St. Antonius in Hamb zu einer Seelsorgeeinheit zusammengefasst. Sechs Jahre später schließlich fusionierte man zur Pfarrei St. Maria Magdalena Sonsbeck; St. Marien wurde Filialkirche.

## Architektur
Die Labbecker Marienkirche wurde in Anlehnung an die niederrheinische Baukunst des späten Mittelalters als einschiffiger Feldbrandklinkerbau mit Satteldach, Dachreiter und einem südseitigen zweigeschossigen Sakristeianbau errichtet. Sie lehnt sich an einen neugotischen Stil an und besitzt fünf Joche und einen im Chorraum nach Osten ausgerichteten 5/8-Schluss. Die Dienste der Kreuzrippengewölbe werden bis in das obere Drittel der Chorfenster herabgeführt und enden in einfachen runden Konsolen. Durch die langen Chorfenster, die fünf bzw. vier langen Fenster an der Nord- und Südseite sowie das große Westfenster entsteht der Eindruck eines hellen und lichterfüllten Saalbaus.

## Ausstattung
Im Chorjoch befindet sich ein großformatiges Bild der Hochzeit zu Kana. Es wurde in der südlichen Niederlande in der ersten Hälfte des 17. Jahrhunderts angefertigt.

## Orgel

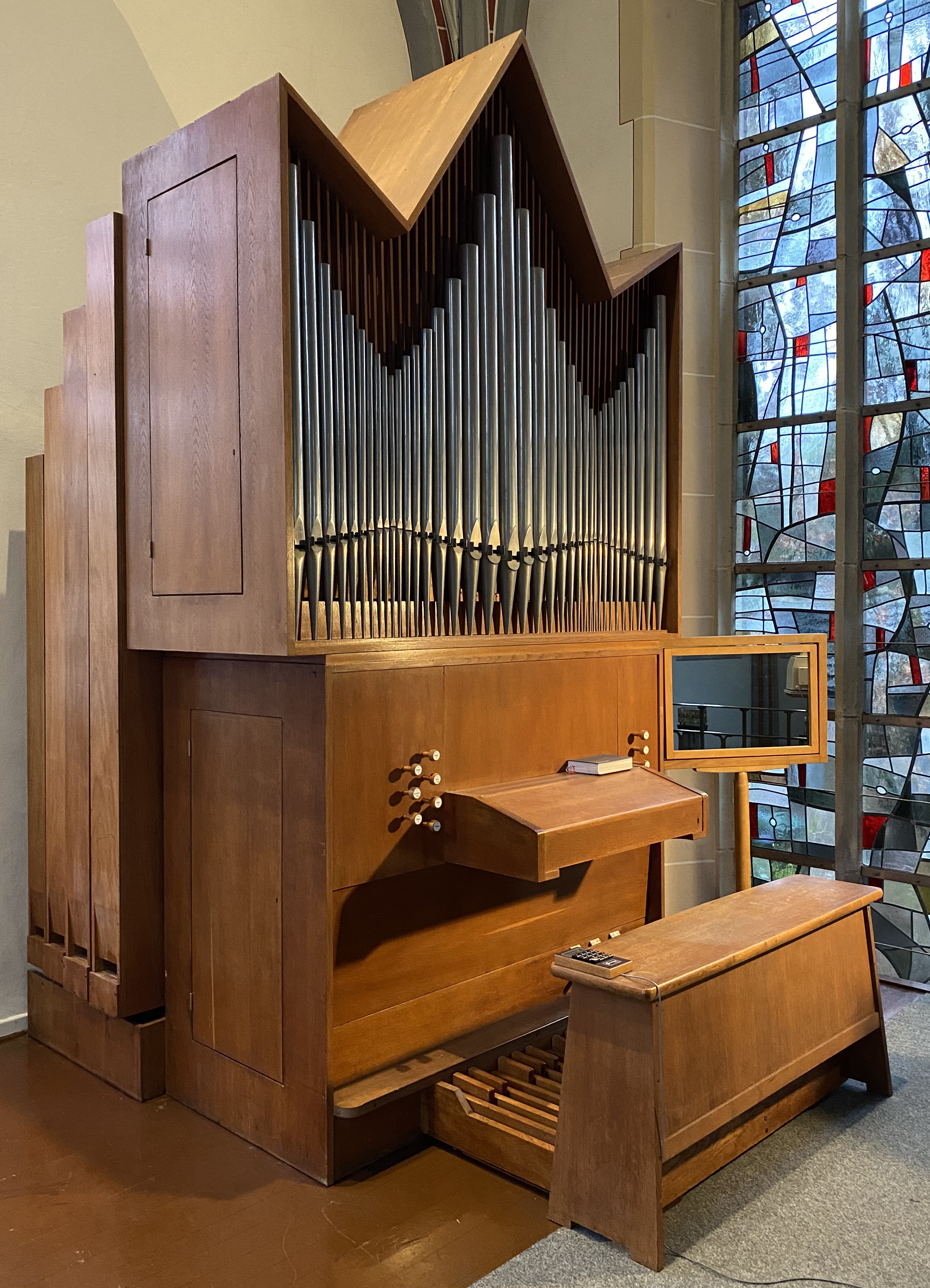
Orgel

Die Orgel wurde 1966 von der Firma E.F. Walcker & Cie. Ludwigsburg mit 11 Registern auf zwei Manualen und Pedal für die Kirche St. Nikolaus in Orsoy erbaut und 1989 nach Labbeck umgesetzt. Die Disposition lautet:
| I Hauptwerk C–g3 |                |    |
| 1.               | Gedeckt        | 8′ |
| 2.               | Prinzipal      | 4′ |
| 3.               | Sesquialter II |    |
| 4.               | Mixtur III–IV  |    |

| II Oberwerk C–g3 |           |       |
| 5.               | Gemshorn  | 8′    |
| 6.               | Rohrflöte | 4′    |
| 7.               | Prinzipal | 2′    |
| 8.               | Quinte    | 1 ⁄3′ |

| Pedal C–f1 |            |     |
| 09.        | Subbass    | 16′ |
| 10.        | Choralbass | 04′ |
| 11.        | Trompete   | 08′ |

- Koppeln: II/I, I/P, II/P

Vorgängerinstrumente waren eine 1930 geweihte Orgel der Firma Seifert aus Kevelaer und anschließend eine elektronische Orgel.